# Triaenodes insulanus
Triaenodes insulanus är en nattsländeart som beskrevs av Georg Ulmer 1951. Triaenodes insulanus ingår i släktet Triaenodes och familjen långhornssländor. Inga underarter finns listade i Catalogue of Life.